# Przyczepa kempingowa

Znak drogowy T-23e pojazdy z przyczepą kempingową

Przyczepa kempingowa – pojazd drogowy, bez własnego silnika, ciągnięty przez inny pojazd mechaniczny, przeważnie samochód lub ciągnik drogowy, z przeznaczeniem do mieszkania.
Przyczepa kempingowa wyposażona jest przeważnie w miejsce do spania, łazienkę oraz kuchenkę. W Polsce jedynym producentem przyczep kempingowych jest przedsiębiorstwo Niewiadów. Do czołowych zagranicznych producentów należą Bürstner, Knaus i Adria.
Bywa, że przyczepa jest stałym miejscem zamieszkania dla ludzi bezdomnych.